# Gerrit Rietveld
Gerrit Thomas Rietveld (Utrecht, 24 giugno 1888 – Utrecht, 25 giugno 1964) è stato un architetto e artigiano olandese.
Fu uno tra i principali esponenti del neoplasticismo nel campo dell'architettura e del design.

## Biografia
Gerrit Rietveld nacque il 24 giugno 1888 a Utrecht, nei Paesi Bassi, figlio di un falegname. Fu proprio presso la falegnameria del padre che Rietveld intrattenne la sua prima esperienza lavorativa, la quale si rivelò particolarmente formativa in quanto gli consenti dì venire agevolmente a contatto con il mondo dei materiali da costruzione. Terminato il tirocinio presso il laboratorio di mobili paterno Rietveld proseguì la sua formazione seguendo i corsi serali di disegno architettonico al Museo delle Arti applicate di Utrecht, sotto la guida dell'architetto Piet Klaarhamer. Nel frattempo lavorava presso un orafo locale, per poi dedicarsi a tempo pieno alla progettazione e fabbricazione di mobili, aprendo una propria bottega nel 1918.

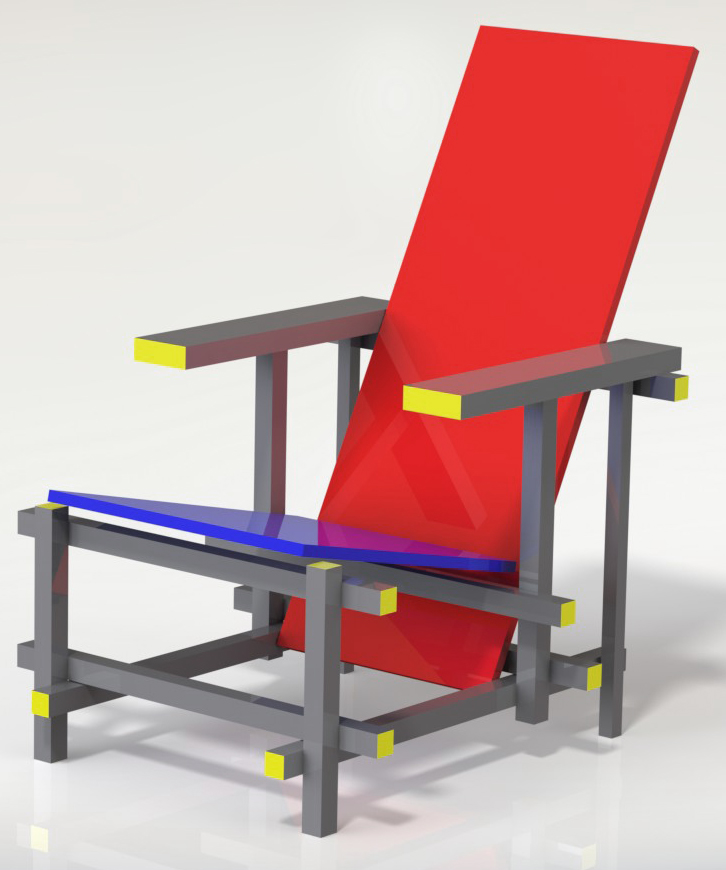
La Rood Blauwe

La famosa Rood Blauwe, la sedia rossa e blu, fu realizzata in questo periodo, tra il 1917 e il 1918 ed era vicina alla poetica del De Stijl, movimento al quale Rietveld aderì nel 1919, nello stesso anno in cui decise di consacrarsi definitivamente alla carriera architettonica. Ammiratore di Frank Lloyd Wright, Rietveld diede i primi frutti realizzando i modellini dei progetti di van Doesburg e di van Eesteren e collaborando con Huszár alla realizzazione di un padiglione espositivo a Berlino (1923). Nel 1924 realizzò il suo capolavoro, la casa Rietveld Schröder, nella quale si trovano cristallizzati i principi  di De Stijl e che è una delle architetture più conosciute più del Movimento Moderno. Al 1922, infine, risalgono le nozze con Vrouwgien Hadders, che gli diede sei figli; Wim seguì le orme paterne divenendo un conosciuto designer industriale.
Durante gli anni trenta Rietveld si distaccò dal gruppo De Stijl e si avvicinò a stilemi più razionalisti. Nel 1928 partecipò alla fondazione del CIAM (Congrès Internationaux d'Architecture Moderne), dove discusse di edilizia popolare e spazi minimi, e, a partire dagli anni trenta, intensificò le proprie energie creative, coltivando un'intensa attività progettuale (pregevoli la Sedia Zig-Zag, 1932-1934, le case a schiera per l'esposizione del Werkbund a Vienna, 1930-1932, e il fabbricato del Van Gogh Museum ad Amsterdam, (completato dopo la sua morte) e dedicandosi alla docenza, prima presso l'Accademia di Belle Arti de L'Aja poi all'Accademia di Architettura di Amsterdam.
Rietveld morì infine a Utrecht il 25 giugno 1964.

## Stile
L'opera architettonica di Rietveld rappresenta una delle massime espressioni della poetica del De Stijl. A contatto con le esperienze di Mondrian e van Doesburg, cantori di una coscienza estetica che rifiutava quanto non si risolvesse in un rigido ricorso alle linee rette, ortogonali, e ai soli colori primari (rosso, giallo e blu) e ai non colori (nero, grigio e bianco), Rietveld divenne uno degli interpreti più sensibili del verbo neoplastico nell'architettura e nell'arredamento, attività nelle quali diede prove eccellenti:
(Cassina)

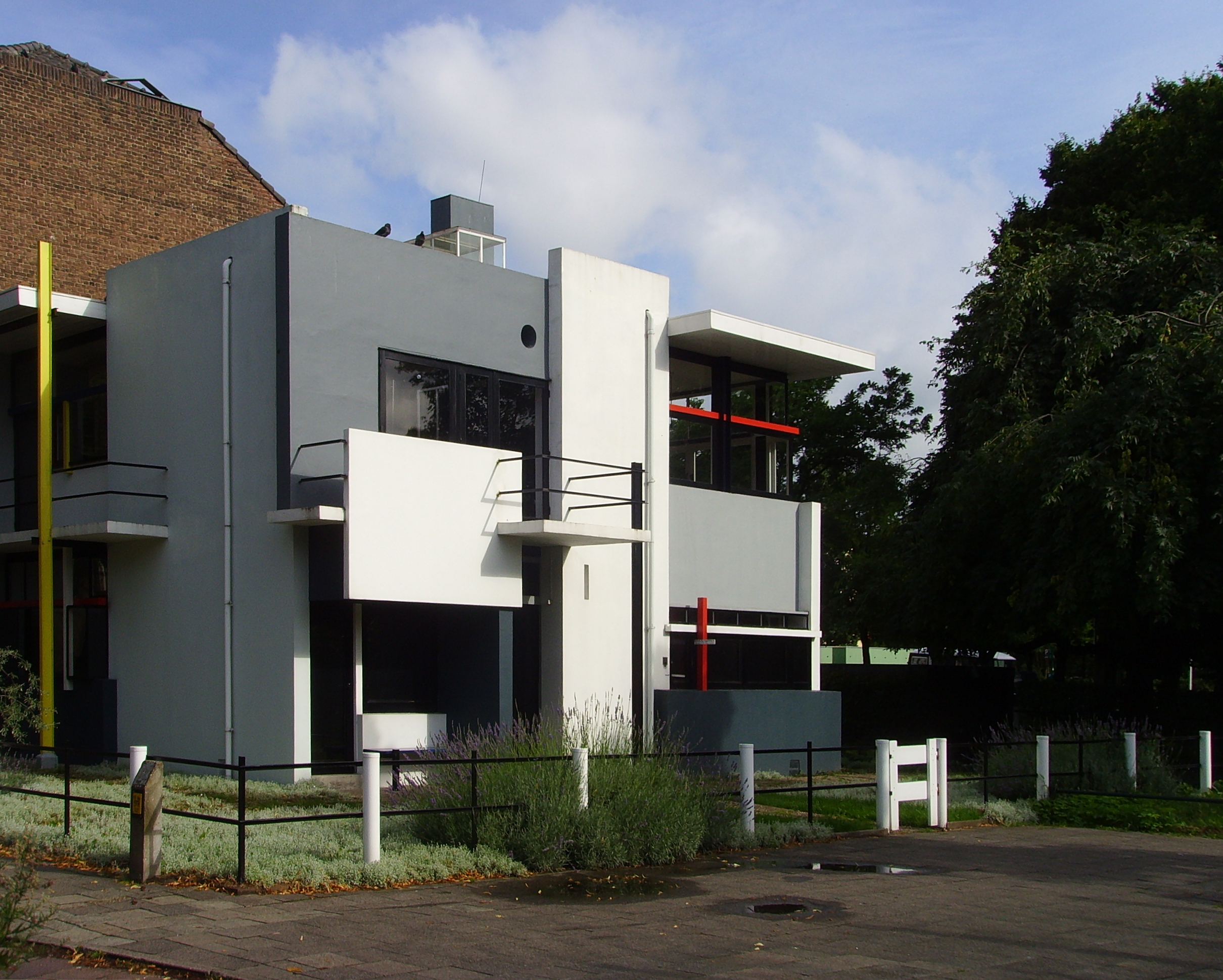
La Rietveld Schröder House

I rigorosi codici sintattici e ideali della metodologia neoplastica trovano espressione in Rietveld in una prosa architettonica finalizzata a enfatizzare l'esperienza dello spazio, finalmente emancipato dalla schiavitù del superfluo e dell'ornato. Lo spazio architettonico, secondo il giudizio di Rietveld, è perfettamente godibile dal fruitore solo se coerentemente modulato attraverso un'attenta scansione di piani geometricamente esatti, spogliati da quegli elementi futilmente decorativi e così finalmente apprezzabili nella loro integrità e pulizia. In questa composizione architettonica quasi astraente, dominata dal rigoroso intreccio di linee e superfici, interviene poi il «peso» dei vari colori fondamentali (nero, rosso, giallo, bianco e blu), quasi estrapolati da Piet Mondrian. L'assoluta razionalità e purezza formale delle architetture di Rietveld trova espressione anche nella ponderata scelta dei materiali costruttivi (linoleum, compensato ...), a suggerire esperienze spaziali intatte, trasparenti e pulite.